# زاوية سيدي علي أوبورك (آيت عمامو)
زاوية سيدي علي أوبورك هو دُوَّار يقع بجماعة واكليم، إقليم تنغير، جهة درعة تافيلالت في المملكة المغربية. ينتمي الدوّار لمشيخة آيت عمامو التي تضم 4 دواوير. يقدر عدد سكانه بـ 1115 نسمة حسب الإحصاء الرسمي للسكان والسكنى لسنة 2004.

## روابط خارجية
- البوابة الوطنية للجماعات الترابية نسخة محفوظة 12 مارس 2018 على موقع واي باك مشين.
- المندوبية السامية للتخطيط